# Loznica (Mačva)
Loznica (Mačva) (em cirílico: Лозница) é uma vila da Sérvia localizada no município de Loznica, pertencente ao distrito de Mačva, na região de Podrinje Jadar. A sua população era de 18714 habitantes segundo o censo de 2011.

## Demografia
| 1948  | 1953  | 1961   | 1971   | 1981   | 1991   | 2002   | 2011   |
| ----- | ----- | ------ | ------ | ------ | ------ | ------ | ------ |
| 3 226 | 5 031 | 10 411 | 13 871 | 17 790 | 18 845 | 19 863 | 18 714 |